# Pauluskirche (Bielefeld)

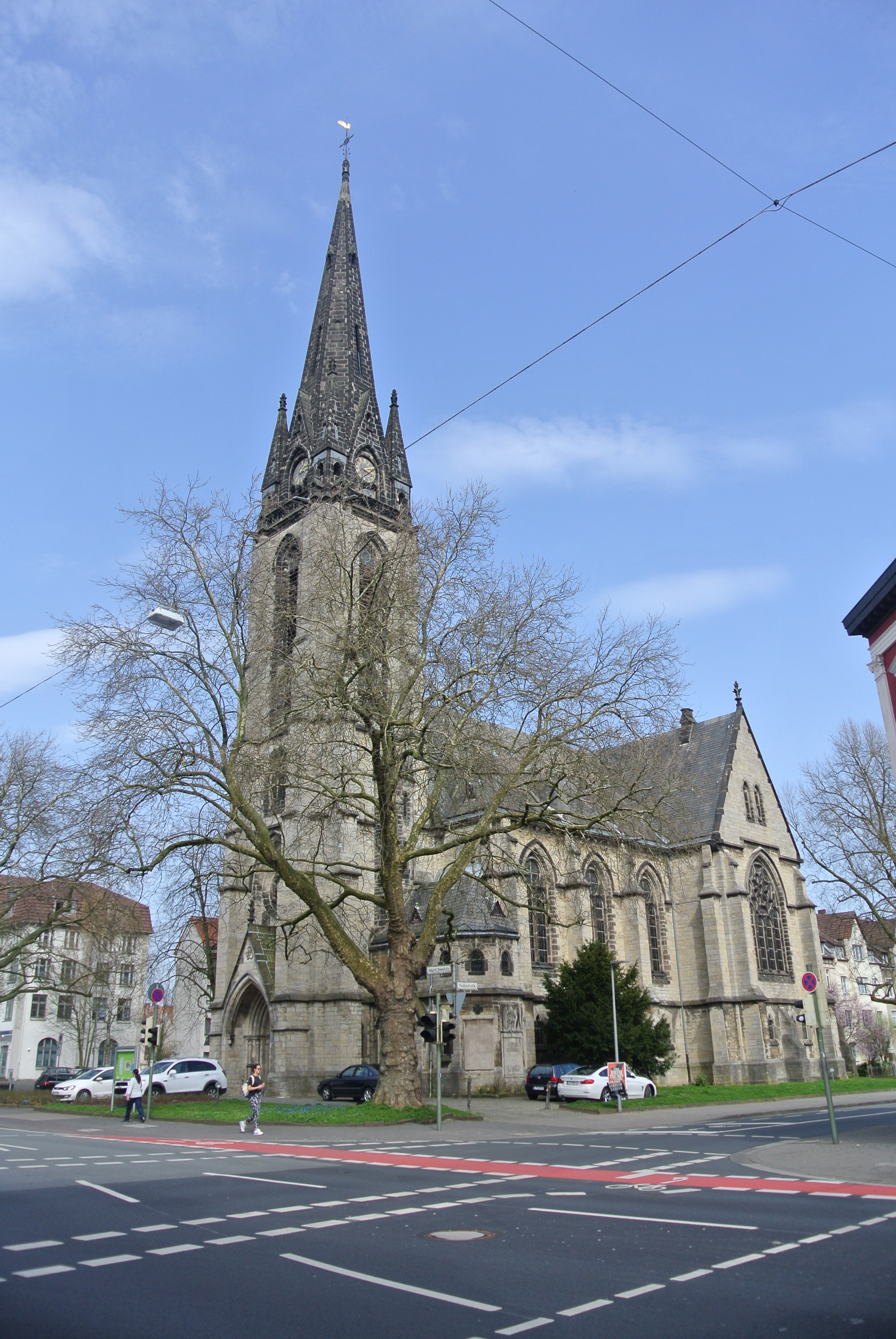
Pauluskirche

Die Pauluskirche im Bielefelder Stadtbezirk Mitte ist eine evangelisch-lutherische Pfarrkirche. Sie liegt in der nordöstlichen Innenstadt an der Paulusstraße und der August-Bebel-Straße im Stadtbezirk Mitte.
Das Gebäude steht unter Denkmalschutz.

## Geschichte
Im Zuge der Industrialisierung Ende des 19. Jahrhunderts, die sich in Bielefeld vor allem durch ein Aufleben des Textilgewerbes äußerte, kam es zu einem starken Anstieg der Bevölkerung. Die im nördlichen und nordöstlichen Teil der Stadt gelegene Feldmark wurde zunehmend mit Fabrikanlagen und Arbeiterwohnungen bebaut. Die zuständige Kirchengemeinde war die Altstädter-Nicolai-Kirchengemeinde, die den starken Zuwachs an Gemeindemitgliedern kaum noch verkraften konnte und sich im Juni 1870 mit der Bildung einer Filialgemeinde einverstanden erklärte. 1871 wurden die Grenzen der neuen Gemeinde festgelegt, und bald darauf wurde Pastor Friedrich Simon zum Pfarrer gewählt.
Im August 1880 war der Baubeginn des neuen Kirchengebäudes, das den Namen Pauluskirche erhielt, der auf den Apostel Paulus zurückgeht.
Die neugotische Kirche in Kreuzform wurde nach Plänen des Baumeisters Rudolph Eberhard Hillebrand aus Hannover errichtet.

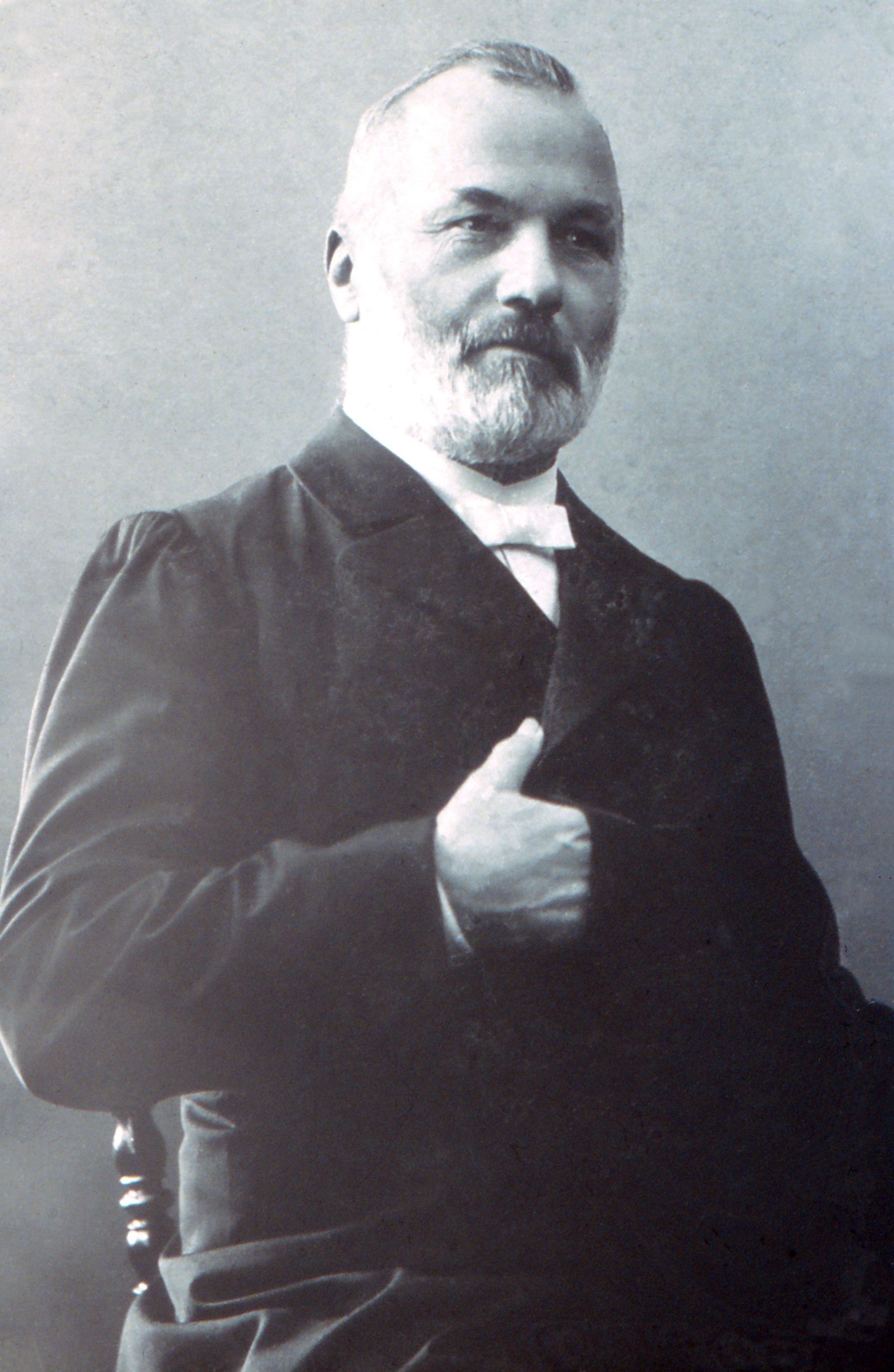
Pastor Friedrich Simon

Der Turm hat eine Gesamthöhe von 72 Metern. Die Einweihung fand am 28. Oktober 1883 statt.
1933 drohten zahlreiche Risse in der Seitenkapelle auf die übrige Kirche überzugreifen. Die Kirche musste geschlossen und bis Oktober 1934 grundlegend saniert werden.
Im Zweiten Weltkrieg blieb die Pauluskirche weitgehend verschont und bald nach Kriegsende, nachdem die Schäden notdürftig repariert worden waren, konnte im September 1945 der erste Gottesdienst gehalten werden.
In den 1950er Jahren wuchs die Gemeinde stark. 1962 trennte sich die Lukasgemeinde und wurde selbstständig. Aber bereits 1963 sank die Zahl der Gemeindemitglieder wieder, so dass die Lukasgemeinde 2001 aus finanziellen Gründen wieder mit der Paulusgemeinde vereinigt wurde.

### Kirchturmuhr

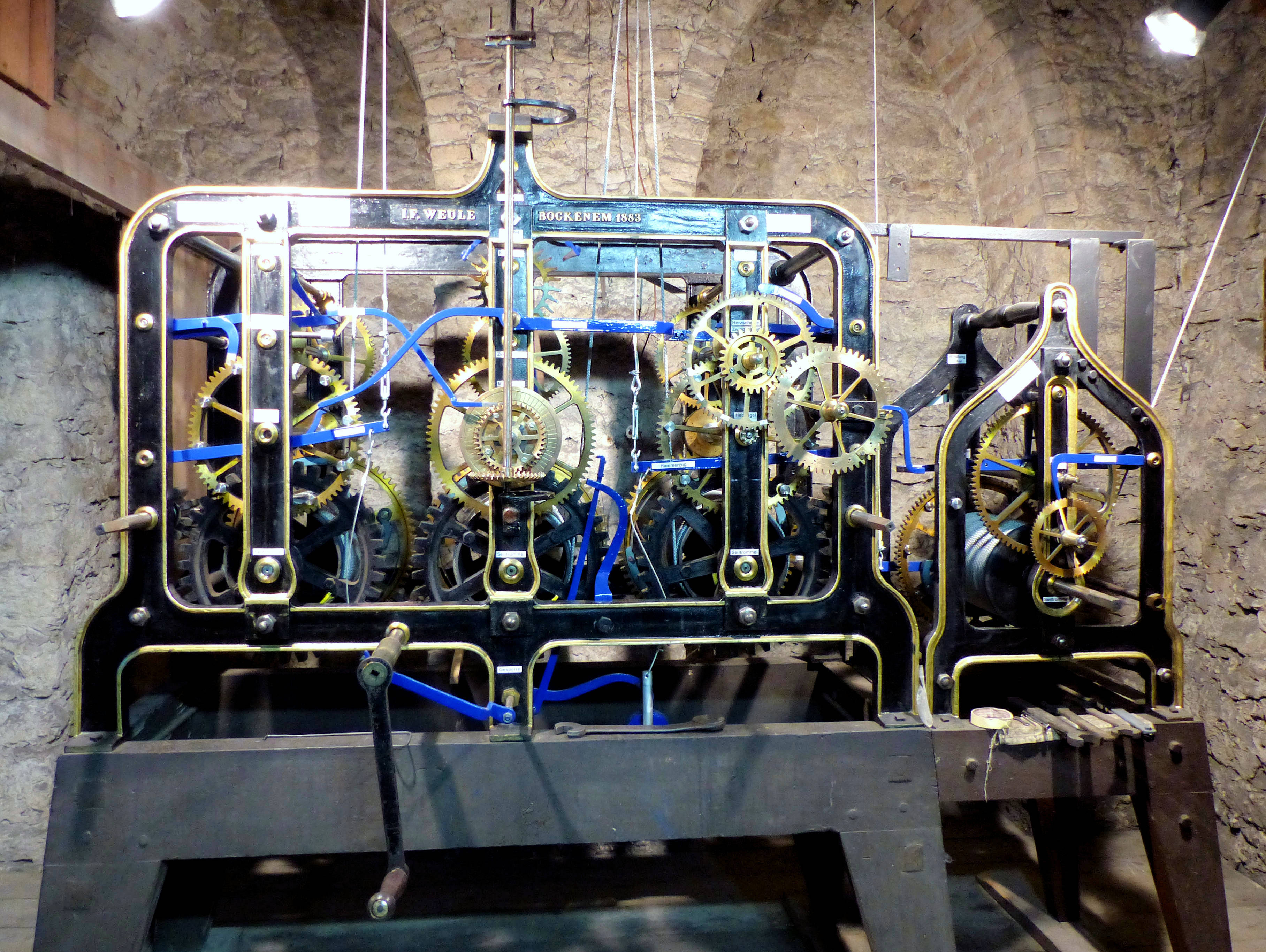
Weule Turmuhr

Im Jahr 1883, nach Fertigstellung der Arbeiten im Inneren der Pauluskirche, wurde in den Turm eine Kirchturmuhr eingebaut. Dazu wurden an den vier Außenseiten des Turmes oberhalb der Balkone je ein Zifferblatt angebracht. Der Durchmesser der Zifferblätter beträgt ca. 1,50 Meter. Das Uhrwerk unterhalb des Glockenstuhls stammt von der damals bedeutenden Firma J. F. Weule aus Bockenem. Die Uhr besteht aus 4 Laufwerken: Einem Gehlaufwerk für die Zeitanzeige und drei Schlagwerken. Das erste Schlagwerk schlägt an der kleinen Melanchthonglocke die Viertelstunden an. Das zweite schlägt die Stunden von 1–12 an der Lutherglocke an. Und das dritte Schlagwerk sollte früher die Gläubigen zum Gebet rufen, es schlägt um 12:00 und um 18:00 Uhr 10 mal an die große Paulusglocke. Das Uhrwerk ist original erhalten und arbeitet auch heute noch zuverlässig. Es ist eines der letzten seiner Art in Bielefeld.

### Orgel
Bei der Einweihung 1883 war zunächst provisorisch eine Kleinorgel mit 6 Registern aufgestellt worden. Die eigentliche und bei Klasmeyer in Kirchheide bei Lemgo in Auftrag gegebene Orgel wurde erst ein Jahr später geliefert.
1928 wurde eine Steinmann-Orgel angeschafft. Sie stellte die größte der damaligen Zeit in Deutschland dar. Durch die Kriegseinwirkung hatte diese Orgel mehr Schäden erlitten, als zunächst vermutet worden war. Bald war kein Verlass mehr auf das Instrument. Darum entschloss sich das Presbyterium 1957 eine neue Orgel anzuschaffen. Den Auftrag erhielt die Orgelwerkstatt Alfred Führer in Wilhelmshaven. Am Erntedankfest konnte diese neue Orgel ihrer Bestimmung übergeben werden. Aufgrund ihrer edlen Klangfarbe gehörte sie zu den schönsten Orgeln in Bielefeld.
Leider wurde auch diese Orgel nach vielen Jahren reparaturbedürftig. Da eine Instandsetzung aber zu teuer war, entschloss sich das Presbyterium 2004 eine elektronische Orgel, eine Ahlbornorgel, anzuschaffen. Lange hatte man versucht, die alte Führer-Orgel zu verkaufen, aber erst 2016 konnte dafür eine Kirchengemeinde in Polen gefunden werden.

### Glocken
1882 wurde der Glockenstuhl, damals noch aus Holz, im Turm aufgestellt. Am 26. Januar 1883 läuteten die 3 von Rinker in Sinn bei Wetzlar aus Bronze gegossenen Glocken, die Paulusglocke, die Lutherglocke und die Melanchthonglocke zum ersten Mal. Im Jahre 1917 mussten diese drei schönen, vollklingenden Bronzeglocken abgegeben werden. Sie wurden eingeschmolzen und ihr Metall für Kriegszwecke verwandt. 1920, also kurz nach dem Krieg, wurden sie durch drei Stahlglocken ersetzt. Sie wurden vom Bochumer Verein für Gussstahlfabrikation gegossen. Um die Tradition zu wahren, erhielten sie die gleichen Namen und Inschriften, wie die ersten Glocken sie gehabt hatten:
Paulusglocke: „KOMMET HER ZU MIR ALLE, DIE IHR MÜHSELIG UND BELADEN SEID, ICH WILL EUCH ERQUICKEN“.

Lutherglocke: „ALLEIN DURCH DEN GLAUBEN“

Melanchthonglocke: „EHRE SEI GOTT IN DER HÖHE, FRIEDE AUF ERDEN UND DEN MENSCHEN EIN WOHLGEFALLEN“.

Die Glocken der Pauluskirche waren die ersten, die in Bielefeld nach dem Ende des Zweiten Weltkrieges im April 1945 wieder geläutet wurden.